# Josef Dostál
Josef Dostál, född den 3 mars 1993 i Prag, Tjeckien, är en tjeckisk kanotist.
Han tog OS-brons i K-4 1000 meter i samband med de olympiska kanottävlingarna 2012 i London.
Vid de olympiska kanottävlingarna 2016 i Rio de Janeiro tog Dostál en silvermedalj i K-1 1000 meter och en bronsmedalj i K-4 1000 meter. Vid olympiska sommarspelen 2020 i Tokyo tog Dostál brons i K-2 1000 meter.